# Nhót Ấn Độ
Nhót Ấn Độ (danh pháp khoa học: Elaeagnus indica) là một loài thực vật có hoa trong họ Elaeagnaceae. Loài này được Servett. mô tả khoa học đầu tiên năm 1908.